# Giuseppe Bellafiore
Giuseppe Bellafiore (Santa Ninfa, 1º gennaio 1920 – Palermo, 19 luglio 2012) è stato uno storico dell'arte e saggista italiano.

## Biografia
Dopo che la famiglia si trasferì a Palermo, frequentò il liceo classico Giovanni Meli e nel luglio del 1942 si laureò in Lettere con il massimo dei voti, con il professore di Storia Medievale Antonino De Stefano. La sua tesi “Le origini del feudalesimo in Sicilia” venne ritenuta degna di pubblicazione. Nello stesso anno l'Istituto di Studi Germanici gli assegnò una borsa di studio per un corso di perfezionamento in Germania, di cui non poté usufruire a causa dello scoppio della seconda guerra mondiale. Si iscrisse invece alla Facoltà di Scienze Politiche conseguendo la seconda laurea nel febbraio del 1948, con il massimo dei voti e la lode. Nel 1943 venne chiamato alle armi ed ebbe il grado di Guardiamarina. Nel luglio del 1943, mentre era in Sicilia, venne fatto prigioniero dai soldati americani. Dopo la cattura fu trasferito in Africa e spostato in diversi campi di prigionia tra la Tunisia e l'Algeria. Dopo l'armistizio cooperò con gli Americani e, grazie alla conoscenza della lingua inglese e francese, venne inviato in Francia e poi in Belgio. Finita la guerra, rientrò a Palermo il 18 ottobre del 1945.
La carriera didattica riprese dal 1º ottobre del 1946, insegnando Italiano e di Storia dell'Arte, nei licei classici “Giovanni Meli” e “Giuseppe Garibaldi” di Palermo, dal 1949 Lettere nella scuola media a Termini Imerese e a Misilmeri, in provincia di Palermo e Lettere e Storia negli Istituti Tecnici superiori. Nel 1956 divenne titolare della cattedra di Storia dell'Arte al liceo classico “G. Garibaldi” di Palermo e vi insegnò fino al 1971. 
Nell'anno accademico 1962-63 il prof. Renato Bonelli, titolare del corso di Storia di Architettura II all'università di Palermo, lo invitò a tenere delle lezioni su “Architettura Medievale Siciliana”. Nella stessa facoltà di Architettura, per incarico del prof. Luigi Vagnetti, titolare della cattedra di Elementi di Architettura e Rilievo dei Monumenti, collaborò, per il settore storico-critico, ai lavori di ricerca e di studio per il rilevamento sistematico del centro storico di Palermo e dei monumenti più notevoli del suo territorio. 
Nel giugno del 1964 conseguì l'abilitazione alla libera docenza in Storia dell'Arte e Storia degli Stili dell'Architettura presso la Facoltà di Architettura dell'Università di Palermo, lasciò nel 1971 l'insegnamento al liceo, e restò fino all'anno accademico 1977-78. Nel medesimo anno, tornò alla Facoltà di Lettere di Palermo con l'incarico dell'insegnamento di Storia dell'Arte Medievale e Moderna. Dall'anno accademico successivo fu professore stabilizzato e nel 1985 divenne ordinario. Dal 1984 al '94 fu direttore dell'omonimo Istituto. Nel 1996 andò in pensione. Nel 2006 fece dono della sua biblioteca al Comune di Santa Ninfa. I numerosi volumi hanno trovato sistemazione nella Biblioteca Comunale “Nino Cordio”.
Numerose le attività professionali e scientifiche svolte nella lunga vita professionale. Nel 1957, divenne socio fondatore della Sezione di Palermo dell'Associazione Italia Nostra
e vi svolse, sotto la presidenza del Prof. Guido Di Stefano, l'incarico di Segretario. Assunse la presidenza di questa Sezione ininterrottamente per 44 anni, dal 1963 al 2007. Dal 1965 al 1999 fu Consigliere Nazionale dell'Associazione Italia Nostra e nel 1990 rivestì anche la carica di Vice Presidente Nazionale. In diversi anni rivestì anche la carica di Presidente del Consiglio regionale siciliano dell'associazione. Dal 1968 al 1985 fu Presidente dell'Ente per i Palazzi e le Ville di Sicilia. Fu componente, per un venticinquennio, del Consiglio dei Beni Culturali ed Ambientali della Regione Siciliana. Dal 1983 al 1996 fu componente del Comitato per lo Studio e la Conservazione dei Giardini Storici del Ministero per i Beni Culturali e Ambientali. Fu membro della Commissione Urbanistica della Città di Palermo e socio dal 1951 della Società Siciliana per la Storia Patria, dove svolse una intensa attività sociale, partecipò a congressi e tenne conferenze. 
Molti suoi articoli furono pubblicati su “Archivio Storico Siciliano”, e collaborò con diverse testate giornalistiche, come “Chiarezza”, “Accademia”, “La Regione Siciliana”, “Voce della Sicilia”, “Comunità”, “Giornale di Sicilia”, “L'Ora”, "L'Unità", "la Repubblica"
e pubblicato diversi articoli su riviste come “Sicilia”, “Tutt'Italia”, “Kalos”, “Italia Nostra”, "Palladio", "Bollettino d'Arte" del Ministero della Pubblica Istruzione, ecc.. Diverse le monografie sulla storia dell'arte, in particolare sul periodo arabo e normanno in Sicilia e su Palermo.

## Opere
- Palermo - Guida della città e dei dintorni, I edizione, Novara, IGDA,1956
- Sizilien, Palermo, S.F. Flaccovio Editore, 1957
- Palermo - Fuhrer der Stadt und der Umgebung, Novara, IGDA, 1959
- Palermo - Guida della città e dei dintorni, II edizione, Palermo, Giuseppe Bellafiore, 1971; III edizione, 1980; IV edizione, 1995; V edizione, 2002; VI edizione, 2009
- Palermo – A guide to the city and its environs Archiviato il 30 settembre 2015 in Internet Archive., Palermo, Giuseppe Bellafiore, 1974
- La civiltà artistica della Sicilia dalla preistoria ad oggi, Firenze, Le Monnier, 1963
- Il paesaggio urbano siciliano nelle antiche stampe, Palermo, Edizioni Andò, 1962, 1965, 1967
- La Maniera italiana in Sicilia. Profilo dell'urbanistica e della architettura, Palermo, Palumbo, I edizione 1962, II edizione 1963
- Idea di Palermo Barocca, Palermo, Editori Stampatori Associati, 1971
- Dall'Islam alla Maniera, Palermo, S.F. Flaccovio Editore, 1975
- La cattedrale di Palermo, Palermo, S.F. Flaccovio Editore, 1976, II edizione 1999
- The cathedral of Palermo, Palermo, S.F. Flaccovio Editore, 1976
- La Zisa di Palermo, Palermo, S.F. Flaccovio Editore, 1978, II edizione 1994, III edizione 2008
- Dar Al-'Aziz presso Palermo, un solatium di Guglielmo I detto la Zisa, Il Cairo, 1978, Book of the 50th Anniversary of arabo Archaeological Studies in Cairo University
- Architettura in Sicilia (1415-1535), Palermo, Italia Nostra, 1984
- Architettura in Sicilia nelle età islamica e normanna (827-1194), Palermo, Arnaldo Lombardi Editore, 1990
- Architettura dell'età sveva in Sicilia (1194-1266), Palermo, Arnaldo Lombardi Editore, 1993
- Parchi e giardini della Palermo normanna, Palermo, S.F. Flaccovio Editore, 1996
- Il centro storico di Palermo, Palermo, Italia Nostra, 2003
- Palermo – A guide to the city and its surroundings, Palermo, Susanna Bellafiore editore, 2014
- Un giorno a Palermo - tre itinerari dalla guida storico artistica di Giuseppe Bellafiore, Palermo, Susanna Bellafiore editore, 2017
- Palermo - Guida della città e dei dintorni, Palermo, Susanna Bellafiore editore, 2018
- The cathedral of Palermo, Palermo, Susanna Bellafiore editore, 2018
- Parchi e giardini della Palermo normanna, Palermo, Susanna Bellafiore editore, 2019